# Iosif Hurko
Iosif Władimirowicz Hurko (Gurko) (ros. Иосиф Владимирович Гурко, ur. 16 lipca?/28 lipca 1828 w Nowogrodzie Wielkim (według innych źródeł we wsi Burnejko w guberni mohylewskiej), zm. 15 stycznia?/28 stycznia 1901 we wsi Sacharowo w guberni twerskiej) – feldmarszałek rosyjski, w latach 1883–1894 generał-gubernator warszawski.

## Kariera
Pochodził z białoruskiego rodu szlacheckiego herbu własnego. Syn generała Władimira Iosifowicza Hurki (1795-1852) i Tatiany Aleksandrowny baronówny Korff, wnuk polskiego szlachcica Józefa Hurki-Romejki. Wychowanek Korpusu Paziów w 1846, służył w Lejb-Gwardyjskim Pułku Huzarów Jego Wysokości. Uczestnik wojny krymskiej (1853–1856). Potem dowódca w 2. Dywizji Kawalerii Gwardii. W latach 1862–1866, będąc w świcie cara, wykonywał administracyjne zadania związane z reformami włościańskimi.
W wojnie rosyjsko-tureckiej (1877–1878), dowodząc od czerwca 1877 Oddziałem Przednim, wykonał w lipcu marsz – manewr za Bałkany (sztabem dowodził Aleksandr Puzyriewski), za co został awansowany na generała-adiutanta, we wrześniu – październiku dowódca Zachodniego Oddziału Kawalerii pod Plewną, opanował Tymawę, zajął Szipkę oraz rozbił Turków pod Uflanami. Dowódca wojsk Gwardii, 28 października zajął Tylisz, czym zakończył okrążenie Plewny. Zwyciężył pod Jenizagrem. Opracował plan natarcia na Bałkany zimą 1877, w listopadzie nacierając opanował pozycje wyjściowe na przedgórzu Bałkanów. W grudniu, dowodząc 70-tysięcznym oddziałem, wkroczył na Bałkany, które były do tej pory uważane za niedostępne w okresie zimowym, i zajął Sofię, rozbijając 31 grudnia 1877 r. wojska tureckie pod Taszkisenem. Kontynuując natarcie, 15–17 stycznia 1878 r. rozbił Turków pod Fillipopolem i zajął Adrianopol.
W 1878 został mianowany generałem kawalerii. W 1879 został pomocnikiem wodza naczelnego Gwardii i Petersburskiego Okręgu Wojskowego. W latach 1879–1880 pełni obowiązki generał-gubernatora Petersburga, w latach 1882–1883 był generał-gubernatorem odeskim i dowódcą Odeskiego Okręgu Wojskowego.
W latach 1883–1894 był generał-gubernatorem warszawskim i dowódcą Warszawskiego Okręgu Wojskowego (od 1890 szefem sztabu okręgu był dawny podkomendny Hurki z czasów wojny tureckiej Aleksandr Puzyriewski). Kierował budową twierdz i dróg strategicznych. Zaciekły zwolennik rusyfikacji. Wyrugował język polski ze szkół i urzędów, zaostrzył cenzurę oraz prześladował tzw. opornych unitów (tych, którzy nie pogodzili się z narzuconą w 1875 r. konwersją wszystkich unitów w Królestwie Polskim na prawosławie). Od 1886 członek rosyjskiej Rady Państwa.
W grudniu 1894 złożył prośbę o dymisję; zwolniony ze służby przez Mikołaja II został – w uznaniu zasług wojskowych – awansowany do stopnia generała-feldmarszałka. Resztę życia spędził we własnym majątku ziemskim.

## Życie rodzinne
Żonaty z Marią Andrejewną hrabianką Salias de Tournemir (1838–1906), córką pisarki Eugenii Tour. Dzieci: Władimir (1862–1927, działacz państwowy, współpracownik ministra spraw wewnętrznych), Wasilij (1864–1937, generał kawalerii, dowódca 6. Korpusu Armijnego), Dmitrij (1872–1945, generał major, dowódca 16. Dywizji Kawalerii), Nikołaj (1874 – po 1901), Aleksiej (1880 – ?).

## Upamiętnienie
2 marca 2013 w Sofii został odsłonięty pomnik-popiersie Hurki, ufundowany przez władze Moskwy i wykonany przez rosyjskiego rzeźbiarza Grigorija Potockiego.